# Krzyżowice (powiat głubczycki)
Krzyżowice (dawniej Krzyżowy, niem. Kreisewitz, czes. Křižovany) – wieś w Polsce położona w województwie opolskim, w powiecie głubczyckim, w gminie Głubczyce.
W latach 1975–1998 miejscowość należała administracyjnie do województwa opolskiego.
Leży na terenie Nadleśnictwa Prudnik (obręb Prudnik).

## Zabytki
Do wojewódzkiego rejestru zabytków wpisane są:
- kościół fil. pw. Nawiedzenia NMP, z 1897 r.
- cmentarz kościelny
  - ogrodzenie z bramą, z k. XIX w.
- dom nr 26, nr 60, z XIX w.